# Abdelatif Bergheul
Abdellatif Bergheul est un handballeur algérien. Il a participé aux Jeux olympiques de 1980.